# 1776
1776 (MDCCLXXVI) là một năm nhuận bắt đầu vào thứ Hai của lịch Gregory (hay một năm nhuận bắt đầu vào thứ Sáu, chậm hơn 11 ngày, theo lịch Julius).

## Sự kiện

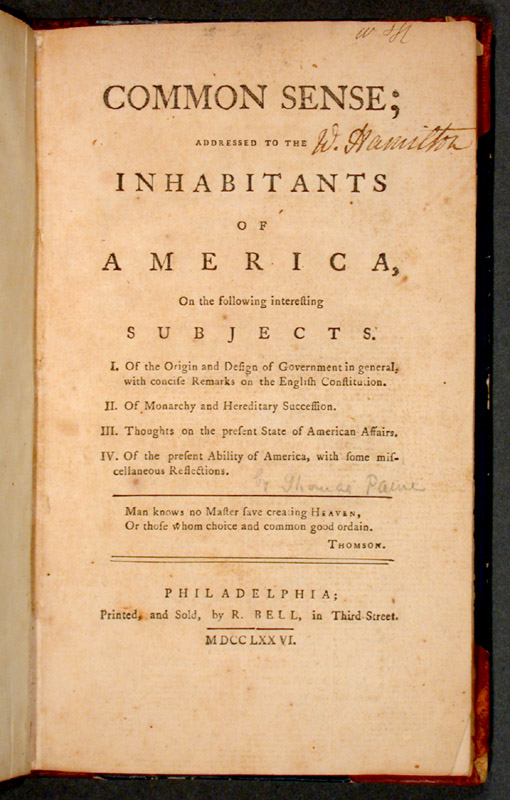
10 tháng 1: Common Sense được xuất bản

### Tháng 1
- 10 tháng 1 - Thomas Paine xuất bản sách Common Sense - Lẽ Thông Thường[1].
- 10 tháng 1 - Cách mạng Hoa Kỳ: những người trung thành Nam Carolina do Robert Cunningham lãnh đạo đã ký một bản kiến nghị từ nhà tù đồng ý tất cả các yêu sách hoà bình của một chính quyền bang mới thành lập của Nam Carolina.
- 24 tháng 1 - Cách mạng Hoa Kỳ: Henry Knox đến Cambridge, Massachusetts với pháo ông đã vận chuyển từ Fort Ticonderoga.

### Tháng 3
- 9 tháng 3: Nhà kinh tế học Scotland Adam Smith xuất bản cuốn Tìm hiểu về bản chất và nguồn gốc của cải của các quốc gia (The Wealth of Nations) tại London.
- Nguyễn Lữ phụng lệnh Nguyễn Nhạc đem quân tấn công Gia Định.

### Tháng 6
- Đỗ Thanh Nhân và Lý Tài đánh lẫn nhau. Nguyễn Phúc Dương rút quân về Quy Nhơn.

### Tháng 7
- 4 tháng 7: Tuyên ngôn độc lập Hoa Kỳ

### Tháng 10
- Nguyễn Phúc Thuần rút quân về Gia Định rồi bị Lý Tài ép nhường gọi vương cho Nguyễn Phúc Dương.